# Turkey, Texas
Turkey är en ort i Hall County i delstaten Texas, USA.